# 天主教波雷奇暨普拉教区
天主教波雷奇暨普拉教區（拉丁語：Dioecesis Parentina et Polensis）是羅馬天主教以克羅地亞西北部波雷奇為中心的一個教區，位於伊斯特拉半島上。教區屬里耶卡總教區。
教區於2004年時有168,699名教友，佔轄區總人口80.8%。教區下轄134個堂區，有108名司鐸。教區主教現時出缺，榮休主教為若望·米洛萬。
帕倫蒂烏姆教區於3世紀成立，普拉教區於6世紀成立。兩個教區於1828年6月30日合併並易名至今。